# Арсо, Сесар
Сесар Арсо Ампоста (исп. César Arzo Amposta; род. 21 января 1986, Вильярреаль) — испанский футболист, защитник.

## Биография
Профессиональную карьеру начал 2003 году в «Вильярреал». Выиграл с клубом два Кубка Интертото. В 2006 году был арендован клубом «Рекреативо». В 2007 году на правах арендного соглашения переходит в «Реал Мурсия». В 2008 году окончательно перешел в «Рекреативо». В 2009 году стал игроком «Реал Вальядолид».
В 2011 году перебрался в Бельгию, где играл за «Гент». В 2014 году вернулся в Испанию и стал игроком «Реал Сарагоса», но в том же году перешел в израильский «Бейтар» из Иерусалима. В 2015—2016 годах играл в Греции за АЕК и выиграл с ним Кубок Греции.
В июле 2016 года Сесар подписал контракт с казахстанским клубом «Кайрат». Успел сыграть в чемпионате 12 игр, забил один гол (принципиальному сопернику чемпиону «Астане») и помог клубу стать серебряным призёром. В Кубке сыграл в трёх матчах, выступив и в финале против «Астаны» (0-1). Сыграл и в двух матчах квалификации Лиги Европы с израильским «Маккаби» (1-1, 1-2).
В сезоне 2017 года выиграл с клубом Суперкубок Казахстана, взяв реванш у «Астаны» (2-0), причём открыл счёт в игре.

## Достижения
«Вильярреал»
- Обладатель Кубка Интертото: 2003, 2004

АЕК
- Обладатель Кубка Греции: 2015/16

«Кайрат»
- Серебряный призёр чемпионата Казахстана: 2016
- Обладатель Кубка Казахстана: 2017
- Обладатель Суперкубка Казахстана: 2017